# Dąbrowa (Tuczna)
Dąbrowa – część wsi Tuczna w Polsce położona w województwie lubelskim, w powiecie bialskim, w gminie Tuczna.
W latach 1975–1998 Dąbrowa należała administracyjnie do województwa bialskopodlaskiego.